# Torneios WTA 250

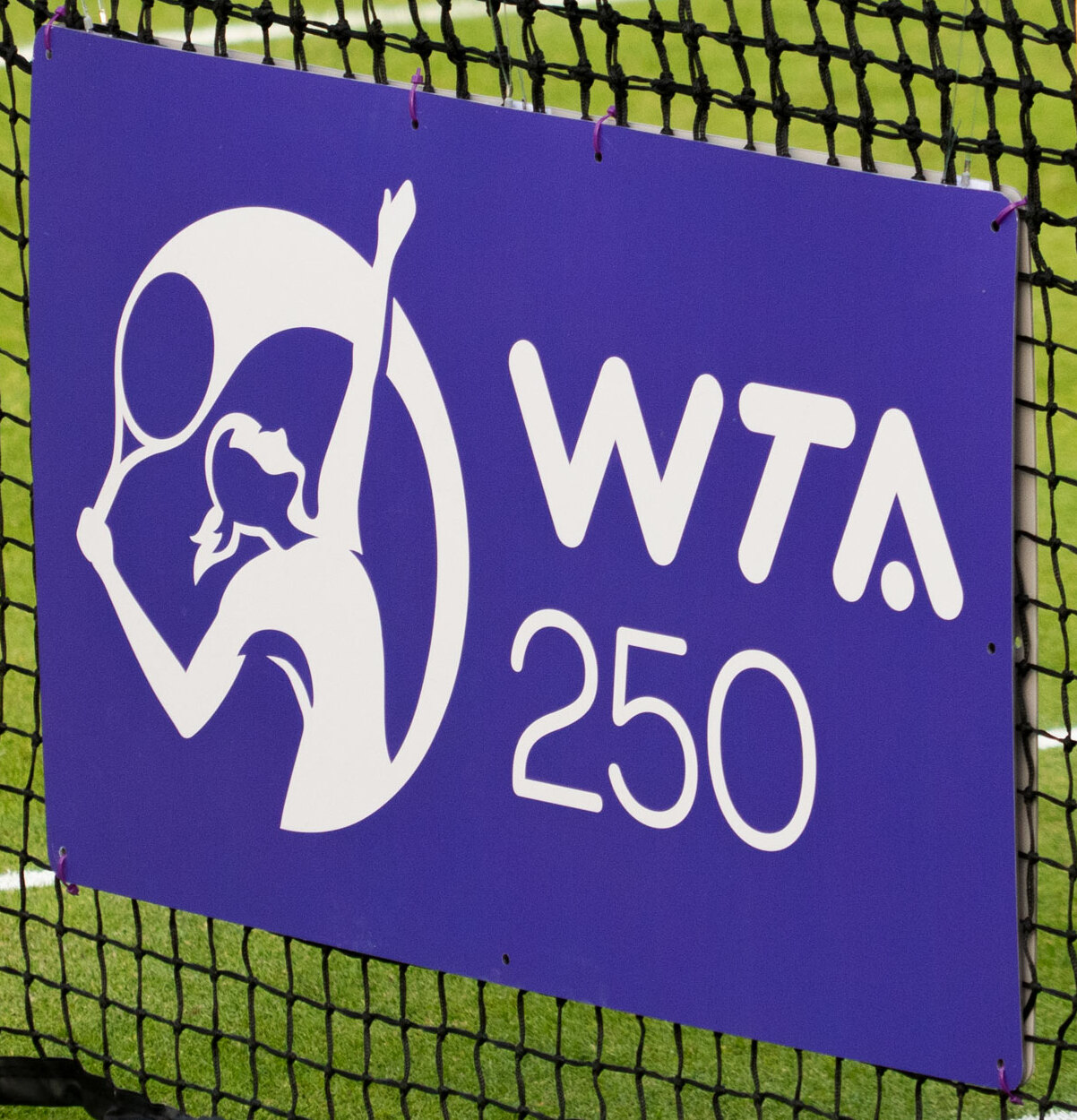

WTA 250 é a categoria mais baixa do circuito profissional de tênis feminino, da Associação de Tênis Feminino, implantada em 2021. Substitui o nível WTA International.
Seus torneios incluem uma premiação total de, salvo exceções, US$ 235.238.
As campeãs recebem 280 pontos.
Comparativamente, a vencedora de um torneio do Grand Slam ganha 2.000 pontos, 1.500 no WTA Finals, 280 no WTA 250. Este sistema difere ligeiramente do implementado pela Associação de Tenistas Profissionais. Na categoria mais próxima, a ATP 250, os campeões são contemplados com 250 pontos.

## Eventos

### 2025
| Semana | Cidade           | País           | Nome comercial                                          | Piso             | Campeã             | Campeãs                         |
| ------ | ---------------- | -------------- | ------------------------------------------------------- | ---------------- | ------------------ | ------------------------------- |
| 1      | Auckland         | Nova Zelândia  | ASB Classic                                             | duro             | Clara Tauson       | Jiang Xinyu Wu Fang-hsien       |
| 2      | Hobart           | Austrália      | Hobart International                                    | duro             | McCartney Kessler  | Jiang Xinyu Wu Fang-hsien       |
| 5      | Singapura        | Singapura      | Singapore Tennis Open                                   | duro (coberto)   | Elise Mertens      | Desirae Krawczyk Giuliana Olmos |
| 6      | Cluj-Napoca      | Roménia        | Transylvania Open                                       | duro (coberto)   | Anastasia Potapova | Magali Kempen Anna Sisková      |
| 9      | Austin           | Estados Unidos | ATX Open                                                | duro             | Jessica Pegula     | Anna Blinkova Yuan Yue          |
| 14     | Bogotá           | Colômbia       | Copa Colsanitas Zurich                                  | saibro           |                    |                                 |
| 16     | Rouen            | França         | Open Capfinances Rouen Métropole                        | saibro (coberto) |                    |                                 |
| 21     | Rabat            | Marrocos       | Grand Prix Son Altesse Royale La Princesse Lalla Meryem | saibro           |                    |                                 |
| 24     | 's-Hertogenbosch | Países Baixos  | Libéma Open                                             | grama            |                    |                                 |
| 25     | Nottingham       | Reino Unido    | Rothesay Open Nottingham                                | grama            |                    |                                 |
| 26     | Eastbourne       | Grã-Bretanha   | Rothesay International Eastbourne                       | grama            |                    |                                 |
| 29     | Budapeste        | Hungria        | Hungarian Grand Prix                                    | saibro           |                    |                                 |
| 29     | Hamburgo         | Alemanha       | Hamburg European Open                                   | saibro           |                    |                                 |
| 30     | Praga            | Chéquia        | Livesport Prague Open                                   | duro             |                    |                                 |
| 34     | Cleveland        | Estados Unidos | Tennis in the Land                                      | duro             |                    |                                 |
| 37     | São Paulo        | Brasil         | SP Open                                                 | duro             |                    |                                 |
| 38     | Liampó           | China          | Ningbo Open                                             | duro             |                    |                                 |
| 42     | Osaka            | Japão          | Kinoshita Group Japan Open Tennis Championships         | duro             |                    |                                 |
| 43     | Cantão           | China          | Guangzhou Open                                          | duro             |                    |                                 |
| 44     | Hong Kong        | Hong Kong      | Prudential Hong Kong Tenns Open                         | duro             |                    |                                 |
| 44     | Jiujiang         | China          | Jiangxi Open                                            | duro             |                    |                                 |
| 44     | TBD              | TBD            | TBD                                                     | duro             |                    |                                 |

### 2024
| Semana | Cidade           | País           | Nome comercial                                          | Piso             | Campeã             | Campeãs                               |
| ------ | ---------------- | -------------- | ------------------------------------------------------- | ---------------- | ------------------ | ------------------------------------- |
| 1      | Auckland         | Nova Zelândia  | ASB Classic                                             | duro             | Coco Gauff         | Anna Danilina Viktória Hrunčáková     |
| 2      | Hobart           | Austrália      | Hobart International                                    | duro             | Emma Navarro       | Chan Hao-ching Giuliana Olmos         |
| 5      | Hua Hin (1)      | Tailândia      | Thailand Open                                           | duro             | Diana Shnaider     | Miyu Kato Aldila Sutjiadi             |
| 6      | Cluj-Napoca      | Roménia        | Transylvania Open                                       | duro (coberto)   | Karolína Plíšková  | Caty McNally Asia Muhammad            |
| 9      | Austin           | Estados Unidos | ATX Open                                                | duro             | Yuan Yue           | Olivia Gadecki Olivia Nicholls        |
| 14     | Bogotá           | Colômbia       | Copa Colsanitas Zurich                                  | saibro           | Camila Osorio      | Cristina Bucșa Kamilla Rakhimova      |
| 16     | Rouen            | França         | Open Capfinances Rouen Métropole                        | saibro (coberto) | Sloane Stephens    | Tímea Babos Irina Khromacheva         |
| 21     | Rabat            | Marrocos       | Grand Prix Son Altesse Royale La Princesse Lalla Meryem | saibro           | Peyton Stearns     | Irina Khromacheva Yana Sizikova       |
| 24     | Nottingham       | Reino Unido    | Rothesay Open Nottingham                                | grama            | Katie Boulter      | Gabriela Dabrowski Erin Routliffe     |
| 24     | 's-Hertogenbosch | Países Baixos  | Libéma Open                                             | grama            | Liudmila Samsonova | Ingrid Neel Bibiane Schoofs           |
| 25     | Birmingham       | Reino Unido    | Rothesay Classic Birmingham                             | grama            | Yulia Putintseva   | Hsieh Su-wei Elise Mertens            |
| 29     | Budapeste        | Hungria        | Hungarian Grand Prix                                    | saibro           | Diana Shnaider     | Katarzyna Piter Fanny Stollár         |
| 29     | Palermo          | Itália         | Palermo Ladies Open                                     | saibro           | Zheng Qinwen       | Alexandra Panova Yana Sizikova        |
| 30     | Iași             | Roménia        | Unicredit Iași Open                                     | saibro           | Mirra Andreeva     | Anna Danilina Irina Khromacheva       |
| 30     | Praga            | Chéquia        | Livesport Prague Open                                   | saibro           | Magda Linette      | Barbora Krejčíková Kateřina Siniaková |
| 34     | Cleveland        | Estados Unidos | Tennis in the Land                                      | duro             | McCartney Kessler  | Cristina Bucșa Xu Yifan               |
| 37     | Monastir         | Tunísia        | Jasmin Open Tunisia                                     | duro             | Sonay Kartal       | Anna Blinkova Mayar Sherif            |
| 38     | Hua Hin (2)      | Tailândia      | Thailand Open                                           | duro             | Rebecca Šramková   | Anna Danilina Irina Khromacheva       |
| 42     | Osaka            | Japão          | Kinoshita Group Japan Open Tennis Championships         | duro             | Suzan Lamens       | Ena Shibahara Laura Siegemund         |
| 43     | Cantão           | China          | Guangzhou Open                                          | duro             | Olga Danilović     | Kateřina Siniaková Zhang Shuai        |
| 44     | Hong Kong        | Hong Kong      | Prudential Hong Kong Tenns Open                         | duro             | Diana Shnaider     | Ulrikke Eikeri Makoto Ninomiya        |
| 44     | Jiujiang         | China          | Jiangxi Open                                            | duro             | Viktorija Golubic  | Guo Hanyu Moyuka Uchijima             |
| 44     | Mérida           | México         | Mérida Open Akron                                       | duro             | Zeynep Sönmez      | Quinn Gleason Ingrid Martins          |

### 2023
| Semana | Cidade           | País           | Nome comercial                                          | Piso           | Campeã                 | Campeãs                                     |
| ------ | ---------------- | -------------- | ------------------------------------------------------- | -------------- | ---------------------- | ------------------------------------------- |
| 1      | Auckland         | Nova Zelândia  | ASB Classic                                             | duro           | Coco Gauff             | Miyu Kato Aldila Sutjiadi                   |
| 2      | Hobart           | Austrália      | Hobart International                                    | duro           | Lauren Davis           | Kirsten Flipkens Laura Siegemund            |
| 5      | Hua Hin          | Tailândia      | Thailand Open                                           | duro           | Zhu Lin                | Chan Hao-ching Wu Fang-hsien                |
| 5      | Lyon             | França         | Open 6ème Sens Métropole de Lyon                        | duro (coberto) | Alycia Parks           | Cristina Bucșa Bibiane Schoofs              |
| 6      | Linz             | Áustria        | Upper Austria Ladies Linz                               | duro (coberto) | Anastasia Potapova     | Natela Dzalamidze Viktória Kužmová          |
| 8      | Mérida           | México         | Mérida Open Akron                                       | duro           | Camila Giorgi          | Caty McNally Diane Parry                    |
| 9      | Austin           | Estados Unidos | ATX Open                                                | duro           | Marta Kostyuk          | Erin Routliffe Aldila Sutjiadi              |
| 9      | Monterrey        | México         | Abierto GNP Seguros                                     | duro           | Donna Vekić            | Yuliana Lizarazo María Paulina Pérez García |
| 14     | Bogotá           | Colômbia       | Copa Colsanitas                                         | saibro         | Tatjana Maria          | Irina Khromacheva Iryna Shymanovich         |
| 16     | Istambul         | Turquia        | TEB BNP Paribas Tennis Championship Istanbul            | saibro         | Cancelado              | Cancelado                                   |
| 21     | Estrasburgo      | França         | Internationaux de Strasbourg                            | saibro         | Elina Svitolina        | Xu Yifan Yang Zhaoxuan                      |
| 21     | Rabat            | Marrocos       | Grand Prix Son Altesse Royale La Princesse Lalla Meryem | saibro         | Lucia Bronzetti        | Sabrina Santamaria Yana Sizikova            |
| 24     | Nottingham       | Reino Unido    | Rothesay Open Nottingham                                | grama          | Katie Boulter          | Ulrikke Eikeri Ingrid Neel                  |
| 24     | 's-Hertogenbosch | Países Baixos  | Libéma Open                                             | grama          | Ekaterina Alexandrova  | Shuko Aoyama Ena Shibahara                  |
| 25     | Birmingham       | Reino Unido    | Rothesay Classic Birmingham                             | grama          | Jeļena Ostapenko       | Marta Kostyuk Barbora Krejčíková            |
| 26     | Bad Homburg      | Alemanha       | Bad Homburg Open                                        | grama          | Kateřina Siniaková     | Ingrid Gamarra Martins Lidziya Marozava     |
| 29     | Budapeste        | Hungria        | Hungarian Grand Prix                                    | saibro         | Maria Timofeeva        | Katarzyna Piter Fanny Stollár               |
| 29     | Palermo          | Itália         | Palermo Ladies Open                                     | saibro         | Zheng Qinwen           | Yana Sizikova Kimberley Zimmermann          |
| 30     | Hamburgo         | Alemanha       | Hamburg European Open                                   | saibro         | Arantxa Rus            | Anna Danilina Alexandra Panova              |
| 30     | Lausanne         | Suíça          | Ladies Open Lausanne                                    | saibro         | Elisabetta Cocciaretto | Anna Bondár Diane Parry                     |
| 30     | Varsóvia         | Polónia        | BNP Paribas Warsaw Openn                                | saibro         | Iga Świątek            | Heather Watson Yanina Wickmayer             |
| 31     | Praga            | Chéquia        | Livesport Prague Open                                   | duro           | Nao Hibino             | Nao Hibino Oksana Kalashnikova              |
| 34     | Cleveland        | Estados Unidos | Tennis in the Land                                      | duro           | Sara Sorribes Tormo    | Miyu Kato Aldila Sutjiadi                   |
| 34     | Granby           | Canadá         | Championnats Banque Nationale de Granby                 | duro           | Extinto                | Extinto                                     |
| 37     | Osaka            | Japão          | Kinoshita Group Japan Open Tennis Championships         | duro           | Ashlyn Krueger         | Anna-Lena Friedsam Nadiia Kichenok          |
| 38     | Cantão           | China          | Galaxy Holding Group Guangzhou Open                     | duro           | Wang Xiyu              | Guo Hanyu Jiang Xinyu                       |
| 39     | Liampó           | China          | Ningbo Open                                             | duro           | Ons Jabeur             | Laura Siegemund Vera Zvonareva              |
| 41     | Hong Kong        | Hong Kong      | Prudential Hong Kong Tennis Open                        | duro           | Leylah Fernandez       | Tang Qianhui Tsao Chia-yi                   |
| 41     | Seul             | Coreia do Sul  | Hana Bank Korea Open                                    | duro           | Jessica Pegula         | Marie Bouzková Bethanie Mattek-Sands        |
| 42     | Cluj-Napoca      | Roménia        | Transylvania Open                                       | duro (coberto) | Tamara Korpatsch       | Jodie Burrage Jil Teichmann                 |
| 42     | Monastir         | Tunísia        | Jasmin Open Monastir                                    | duro           | Elise Mertens          | Sara Errani Jasmine Paolini                 |
| 42     | Nanchang         | China          | Jiangxi Open                                            | duro           | Kateřina Siniaková     | Laura Siegemund Vera Zvonareva              |

### 2022
| Semana | Cidade           | País           | Nome comercial                               | Piso           | Campeã                | Campeãs                                |
| ------ | ---------------- | -------------- | -------------------------------------------- | -------------- | --------------------- | -------------------------------------- |
| 1      | Melbourne        | Austrália      | Melbourne Summer Set 1                       | duro           | Simona Halep          | Asia Muhammad Jessica Pegula           |
| 1      | Melbourne        | Austrália      | Melbourne Summer Set 2                       | duro           | Amanda Anisimova      | Bernarda Pera Kateřina Siniaková       |
| 2      | Adelaide         | Austrália      | Adelaide International 2                     | duro           | Madison Keys          | Eri Hozumi Makoto Ninomiya             |
| 8      | Guadalajara      | México         | Abierto Akron Zapopan                        | duro           | Sloane Stephens       | Kaitlyn Christian Lidziya Marozava     |
| 9      | Lyon             | França         | Open 6ème Sens Métropole de Lyon             | duro (coberto) | Zhang Shuai           | Laura Siegemund Vera Zvonareva         |
| 9      | Monterrey        | México         | Abierto GNP Seguros                          | duro           | Leylah Fernandez      | Catherine Harrison Sabrina Santamaria  |
| 14     | Bogotá           | Colômbia       | Copa Colsanitas                              | saibro         | Tatjana Maria         | Astra Sharma Aldila Sutjiadi           |
| 16     | Istambul         | Turquia        | TEB BNP Paribas Tennis Championship Istanbul | saibro         | Anastasia Potapova    | Marie Bouzková Sara Sorribes Tormo     |
| 20     | Colônia          | Alemanha       | Cologne Open                                 | saibro         | Cancelado             | Cancelado                              |
| 20     | Estrasburgo      | França         | Internationaux de Strasbourg                 | saibro         | Angelique Kerber      | Nicole Melichar-Martinez Daria Saville |
| 20     | Rabat            | Marrocos       | Grand Prix SAR La Princesse Lalla Meryem     | saibro         | Martina Trevisan      | Eri Hozumi Makoto Ninomiya             |
| 23     | Nottingham       | Reino Unido    | Rothesay Open                                | grama          | Beatriz Haddad Maia   | Beatriz Haddad Maia Zhang Shuai        |
| 23     | 's-Hertogenbosch | Países Baixos  | Libéma Open                                  | grama          | Ekaterina Alexandrova | Ellen Perez Tamara Zidanšek            |
| 24     | Birmingham       | Reino Unido    | Rothesay Classic Birmingham                  | grama          | Beatriz Haddad Maia   | Lyudmyla Kichenok Jeļena Ostapenko     |
| 25     | Bad Homburg      | Alemanha       | Bad Homburg Open                             | grama          | Caroline Garcia       | Eri Hozumi Makoto Ninomiya             |
| 28     | Budapeste        | Hungria        | Hungarian Grand Prix                         | saibro         | Bernarda Pera         | Ekaterine Gorgodze Oksana Kalashnikova |
| 28     | Lausanne         | Suíça          | Ladies Open Lausanne                         | saibro         | Petra Martić          | Olga Danilović Kristina Mladenovic     |
| 29     | Hamburgo         | Alemanha       | Hamburg European Open                        | saibro         | Bernarda Pera         | Sophie Chang Angela Kulikov            |
| 29     | Palermo          | Itália         | Palermo Ladies Open                          | saibro         | Irina-Camelia Begu    | Anna Bondár Kimberley Zimmermann       |
| 30     | Praga            | Chéquia        | Livesport Prague Open                        | duro           | Marie Bouzková        | Anastasia Potapova Yana Sizikova       |
| 30     | Varsóvia         | Polónia        | BNP Paribas Poland Open                      | saibro         | Caroline Garcia       | Anna Danilina Anna-Lena Friedsam       |
| 31     | Washington       | Estados Unidos | Citi Open                                    | duro           | Liudmila Samsonova    | Jessica Pegula Erin Routliffe          |
| 34     | Cleveland        | Estados Unidos | Tennis in the Land                           | duro           | Liudmila Samsonova    | Nicole Melichar-Martinez Ellen Perez   |
| 34     | Granby           | Canadá         | Championnats Banque Nationale de Granby      | duro           | Daria Kasatkina       | Alicia Barnett Olivia Nicholls         |
| 37     | Chenai           | Índia          | Chennai Open                                 | duro           | Linda Fruhvirtová     | Gabriela Dabrowski Luisa Stefani       |
| 37     | Osaka            | Japão          | Japan Women's Tennis                         | duro           | Cancelado             | Cancelado                              |
| 37     | Portorož         | Eslovénia      | Zavarovalnica Sava Portorož                  | duro           | Kateřina Siniaková    | Marta Kostyuk Tereza Martincová        |
| 38     | Seul             | Coreia do Sul  | Hana Bank Korea Open                         | duro           | Ekaterina Alexandrova | Kristina Mladenovic Yanina Wickmayer   |
| 39     | Parma            | Itália         | Parma Ladies Open                            | saibro         | Mayar Sherif          | Anastasia Dețiuc Miriam Kolodziejová   |
| 39     | Talin            | Estónia        | Tallinn Open                                 | duro (coberto) | Barbora Krejčíková    | Lyudmyla Kichenok Nadiia Kichenok      |
| 40     | Monastir         | Tunísia        | Jasmin Open Monastir                         | duro           | Elise Mertens         | Kristina Mladenovic Kateřina Siniaková |
| 41     | Cluj-Napoca      | Roménia        | Transylvania Open                            | duro (coberto) | Anna Blinkova         | Kirsten Flipkens Laura Siegemund       |

### 2021
| Semana | Cidade                 | País           | Nome comercial                               | Piso           | Campeã                                  | Campeãs                                 |
| ------ | ---------------------- | -------------- | -------------------------------------------- | -------------- | --------------------------------------- | --------------------------------------- |
| 7      | Melbourne              | Austrália      | Phillip Island Trophy                        | duro           | Daria Kasatkina                         | Ankita Raina Kamilla Rakhimova          |
| 9      | Lyon                   | França         | Open 6ème Sens Métropole de Lyon             | duro (coberto) | Clara Tauson                            | Viktória Kužmová Arantxa Rus            |
| 10     | Guadalajara            | México         | Abierto Zapopan                              | duro           | Sara Sorribes Tormo                     | Ellen Perez Astra Sharma                |
| 11     | Monterrey              | México         | Abierto GNP Seguros                          | duro           | Leylah Fernandez                        | Caroline Dolehide Asia Muhammad         |
| 14     | Bogotá                 | Colômbia       | Copa Colsanitas                              | saibro         | María Camila Osorio Serrano             | Elixane Lechemia Ingrid Neel            |
| 15     | Anning                 | China          | Kunming Open                                 | duro           | Cancelado devido à pandemia de COVID-19 | Cancelado devido à pandemia de COVID-19 |
| 15     | Charleston             | Estados Unidos | Musc Health Women's Open                     | saibro (verde) | Astra Sharma                            | Hailey Baptiste Catherine McNally       |
| 16     | Istambul               | Turquia        | TEB BNP Paribas Tennis Championship Istanbul | saibro         | Sorana Cîrstea                          | Veronika Kudermetova Elise Mertens      |
| 20     | Belgrado               | Sérvia         | Serbia Ladies Open                           | saibro         | Paula Badosa                            | Aleksandra Krunić Nina Stojanović       |
| 20     | Colônia                | Alemanha       | Cologne Open                                 | saibro         | Cancelado devido à pandemia de COVID-19 | Cancelado devido à pandemia de COVID-19 |
| 20     | Parma                  | Itália         | Emilia-Romagna Open                          | saibro         | Cori Gauff                              | Cori Gauff Catherine McNally            |
| 20     | Rabat                  | Marrocos       | Grand Prix de SAR La Princesse Lalla Meryem  | saibro         | Cancelado devido à pandemia de COVID-19 | Cancelado devido à pandemia de COVID-19 |
| 21     | Estrasburgo            | França         | Internationaux de Strasbourg                 | saibro         | Barbora Krejčíková                      | Alexa Guarachi Desirae Krawczyk         |
| 23     | Nottingham             | Reino Unido    | Viking Open Nottingham                       | grama          | Johanna Konta                           | Lyudmyla Kichenok Makoto Ninomiya       |
| 23     | 's-Hertogenbosch       | Países Baixos  | Libéma Open                                  | grama          | Cancelado devido à pandemia de COVID-19 | Cancelado devido à pandemia de COVID-19 |
| 24     | Birmingham             | Reino Unido    | Birmingham Classic                           | grama          | Ons Jabeur                              | Marie Bouzková Lucie Hradecká           |
| 25     | Bad Homburg            | Alemanha       | Bad Homburg Open                             | grama          | Angelique Kerber                        | Darija Jurak Andreja Klepač             |
| 27     | Hamburgo               | Alemanha       | Hamburg European Open                        | saibro         | Elena-Gabriela Ruse                     | Jasmine Paolini Jil Teichmann           |
| 28     | Budapeste              | Hungria        | Hungarian Grand Prix                         | saibro         | Yulia Putintseva                        | Mihaela Buzărnescu Fanny Stollár        |
| 28     | Lausanne               | Suíça          | Ladies Open Lausanne                         | saibro         | Tamara Zidanšek                         | Susan Bandecchi Simona Waltert          |
| 28     | Praga                  | Chéquia        | Livesport Prague Open                        | duro           | Barbora Krejčíková                      | Marie Bouzková Lucie Hradecká           |
| 29     | Gdynia                 | Polónia        | BNP Paribas Poland Open                      | saibro         | Maryna Zanevska                         | Anna Danilina Lidziya Marozava          |
| 29     | Palermo                | Itália         | Palermo Ladies Open                          | saibro         | Danielle Collins                        | Erin Routliffe Kimberley Zimmermann     |
| 31     | Cluj-Napoca            | Roménia        | Winners Open                                 | saibro         | Andrea Petkovic                         | Natela Dzalamidze Kaja Juvan            |
| 34     | Chicago                | Estados Unidos | WTA Chicago Women's Open                     | duro           | Elina Svitolina                         | Nadiia Kichenok Raluca Olaru            |
| 34     | Cleveland              | Estados Unidos | Tennis in the Land                           | duro           | Anett Kontaveit                         | Shuko Aoyama Ena Shibahara              |
| 37     | Luxemburgo             | Luxemburgo     | BGL BNP Paribas Luxembourg Open              | duro (coberto) | Clara Tauson                            | Greet Minnen Alison Van Uytvanck        |
| 37     | Portorož               | Eslovénia      | Zavarovalnica Sava Portorož                  | duro           | Jasmine Paolini                         | Anna Kalinskaya Tereza Mihalíková       |
| 38     | Seul                   | Coreia do Sul  | Hana Bank Korea Open                         | duro           | Cancelado devido à pandemia de COVID-19 | Cancelado devido à pandemia de COVID-19 |
| 38     | Astana                 | Cazaquistão    | Astana Open                                  | duro (coberto) | Alison Van Uytvanck                     | Anna-Lena Friedsam Monica Niculescu     |
| 42     | Santa Cruz de Tenerife | Espanha        | Tenerife Ladies Open                         | duro           | Ann Li                                  | Ulrikke Eikeri Ellen Perez              |
| 43     | Cluj-Napoca            | Roménia        | Transylvania Open                            | duro (coberto) | Anett Kontaveit                         | Irina Bara Ekaterine Gorgodze           |
| 43     | Courmayeur             | Itália         | Courmayeur Ladies Open                       | duro (coberto) | Donna Vekić                             | Wang Xinyu Zheng Saisai                 |
| 45     | Linz                   | Áustria        | Upper Austria Ladies Linz                    | duro (coberto) | Alison Riske                            | Natela Dzalamidze Kamilla Rakhimova     |